# Кратет от Малос
Вижте пояснителната страница за други личности с името Кратет.
Кратет Малски (Кратет от Малос, Кратет Малоски, Кратес от Мала и Кратет Малотски) (на старогръцки: Κρατης Μαλλωτης) е древногръцки философ – стоик и граматик, глава на пергамската граматическа школа, създател на модела на глобуса. Известен е и с името Кратет Пергамски.
Светоний разказва анекдот, според който при посещение в Рим Кратес си счупил крака. Докато оздравее, използвал времето си да обясни на римляните понятието за граматика, нещо различно от критика и стилистика.
Страбон предава, че Кратес предложил изображение на Земната повърхност като сфера. При подялбата на четири равни части, във всяка една от тях попадал континент, т.е. освен познатия на античността 'ойкумен' имало още 'антиподи' и две други части. Откритието на двете Америки, сякаш потвърдило неговите представи.